# Zeta Pegasi
Zeta Pegasi (ζ Peg, Homam) – gwiazda w gwiazdozbiorze Pegaza, odległa od Słońca o około 204 lata świetlne.

## Nazwa
Gwiazda ta wraz z niedaleką Ksi Pegasi (bliskość jest tylko pozorna) tradycyjnie nosiła nazwę Homam, która wywodzi się od arabskiego ‏سعد الهمام‎ saʿd al-humām, co oznacza „szczęśliwe gwiazdy bohatera” i przypuszczalnie odnosi się do Perseusza. Współcześnie jest używana tylko w odniesieniu do pierwszej gwiazdy i Międzynarodowa Unia Astronomiczna zatwierdziła użycie nazwy Homam dla określenia Zeta Pegasi.

## Charakterystyka
Homam to błękitna gwiazda należąca do typu widmowego B8, sklasyfikowana jako gwiazda ciągu głównego, lecz prawdopodobnie kończy ona już syntezę wodoru w hel w jądrze i jest w rzeczywistości podolbrzymem. Jej temperatura to 11 190 K, ma ona promień równy 4 R☉ i masę od 3,3 do 3,5 masy Słońca. Jej metaliczność jest o około 40% niższa od słonecznej, nie emituje ona promieniowania rentgenowskiego. Jest to także wolno pulsująca gwiazda zmienna, która nieznacznie zmienia obserwowaną wielkość gwiazdową, o 0,00049m w okresie 22,95 h.
Zeta Pegasi ma czterech optycznych kompanów. Składnik B o obserwowanej wielkości gwiazdowej 11,6m jest odległy na niebie o 57,9 sekundy kątowej (pomiar z 2007 r.), jego obserwowany ruch własny ukazuje, że nie jest on związany z jaśniejszą gwiazdą. Składnik C o wielkości 12,09m, odległy o 175,8″ (pomiar z 2009) w ciągu stulecia obserwacji tylko nieznacznie zmienił względne położenie, co wskazuje że może być związany grawitacyjnie z zetą Pegasi. Jeśli faktycznie tak jest, to gwiazda jest pomarańczowym karłem typu K6 lub K5, oddalony od głównego składnika o 11 tysięcy jednostek astronomicznych i okrążający go w czasie 600 tysięcy lat; układ ten byłby wszakże słabo związany i mogłoby go łatwo rozerwać oddziaływanie innych gwiazd. Pozostali towarzysze zety Pegasi to składnik D o wielkości 12,13m odległy o 146,9″ i składnik E o wielkości 13,4m, oddalony o 62,3″.